# Château du Frankenbourg
Le château de Frankenbourg est un château fort médiéval en ruine situé sur le sommet de la montagne du Schlossberg, entre les villages de Neubois et de La Vancelle, dans le sud du  Bas-Rhin. Le château a vraisemblablement été construit sur un site plus ancien, comme en témoignent la présence d'un mur protohistorique (un des murs païens d'Alsace, en appareil cyclopéen) et des traces d'un peuplement celtique et romain.

## Localisation

### Schlossberg
C'est sur le sommet du Schlossberg (« montagne du château »), qui sépare la vallée de Villé du val d'Argent, que fut construit le château de Frankenbourg sur un ancien castel romain où l'on a découvert de nombreux objets de cette époque (monnaie de Constantin 1er, statuette de bronze et hache). Ce sommet en forme de cône culmine à 703 m et est entouré de toute part par la forêt. À partir de ce sommet on aperçoit la plaine d'Alsace, la vallée de Villé, jusque vers Breitenbach et la vallée de la Lièpvrette, dont Lièpvre. Dans cette direction, on aperçoit aussi la montagne du Chalmont, qui culmine à 697 mètres. À droite, le rocher du Coucou, abrite un relais hertzien de télévision et de radiodiffusion, qui dessert la région de la moyenne Alsace et du Val d'Argent. Le château domine l'entrée de la vallée de Sainte-Marie-aux-Mines (le Val d'Argent ou val de Lièpvre) traversée par la route transvosgienne qui aboutit en Lorraine et qui, au Moyen Âge, représentait un intérêt stratégique.

### Accès

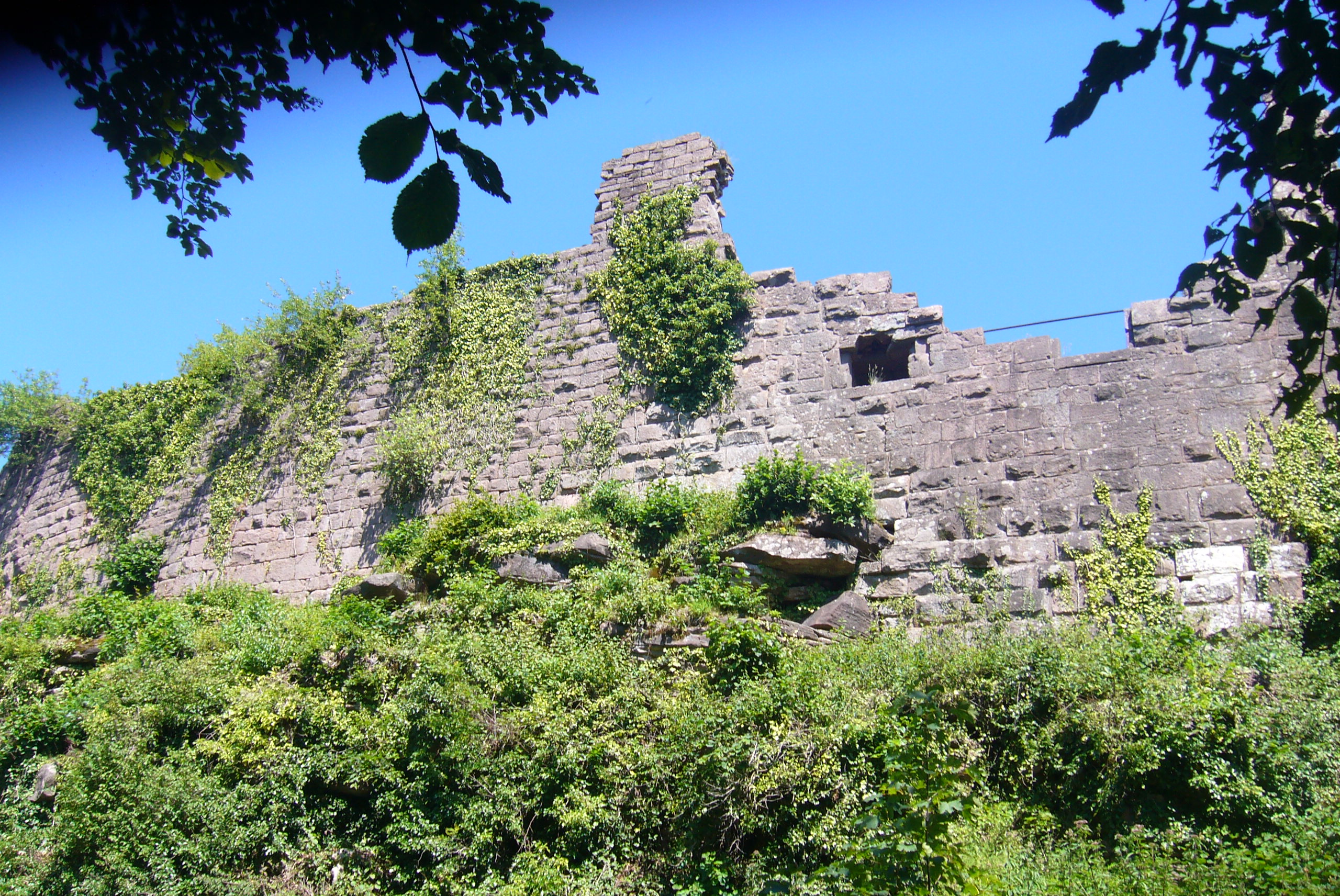
Ruines du château, partie ouest.

Lorsque de Sainte-Marie-aux-Mines on veut se rendre au château de Frankenbourg, on prend d'abord la route nationale 59 jusqu'au bas du village de Lièpvre, ensuite on tourne à gauche après avoir traversé la Lièpvrette en face des Cuisines Schmidt. On suit ensuite la route de La Vancelle, puis on traverse une forêt de pins qui mène jusqu'au château. Il n'existe pas de route bitumée qui mène au château à partir de La Vancelle. Il existe par contre une route bitumée à partir de Lièpvre et La Vancelle qui n'est ouverte à la circulation automobile qu'à une certaine période de l'année et seulement le dimanche. Une autre route bitumée existe depuis Breitenau dans le val de Villé qui permet de se rapprocher au plus près du château de Frankenbourg, mais là aussi la circulation automobile n'est ouverte que le dimanche à une certaine période de l'année. Le reste du trajet menant au château se fait en dix minutes sans fatigue. Il faut juste laisser la voiture et se garer sur le parking aménagé à cet effet, à proximité du Schlossplatz (Place du château). Le château est aussi accessible à pied depuis La Vancelle, depuis Neubois, ou encore depuis Lièpvre.

## Historique

### Peuplements antérieurs
Bien avant l'époque médiévale, l'endroit où se dresse aujourd'hui ce château a fait l'objet de constructions. Des découvertes archéologiques ont révélé la présence d'objets remontant à l'âge du bronze, des monnaies romaines et une statuette – le taureau aux 3 cornes exposé à la Maison du Val de Villé, découvert par un habitant de Rombach-le-Franc. Cela n'a rien d'étonnant quand on songe que l'endroit représentait une position stratégique et un verrou important pour surveiller l'entrée des deux vallées vosgiennes disposées approximativement d'ouest en est : le val de Villé au nord et le val d'Argent au sud.

### La construction du château attribuée à Clovis?

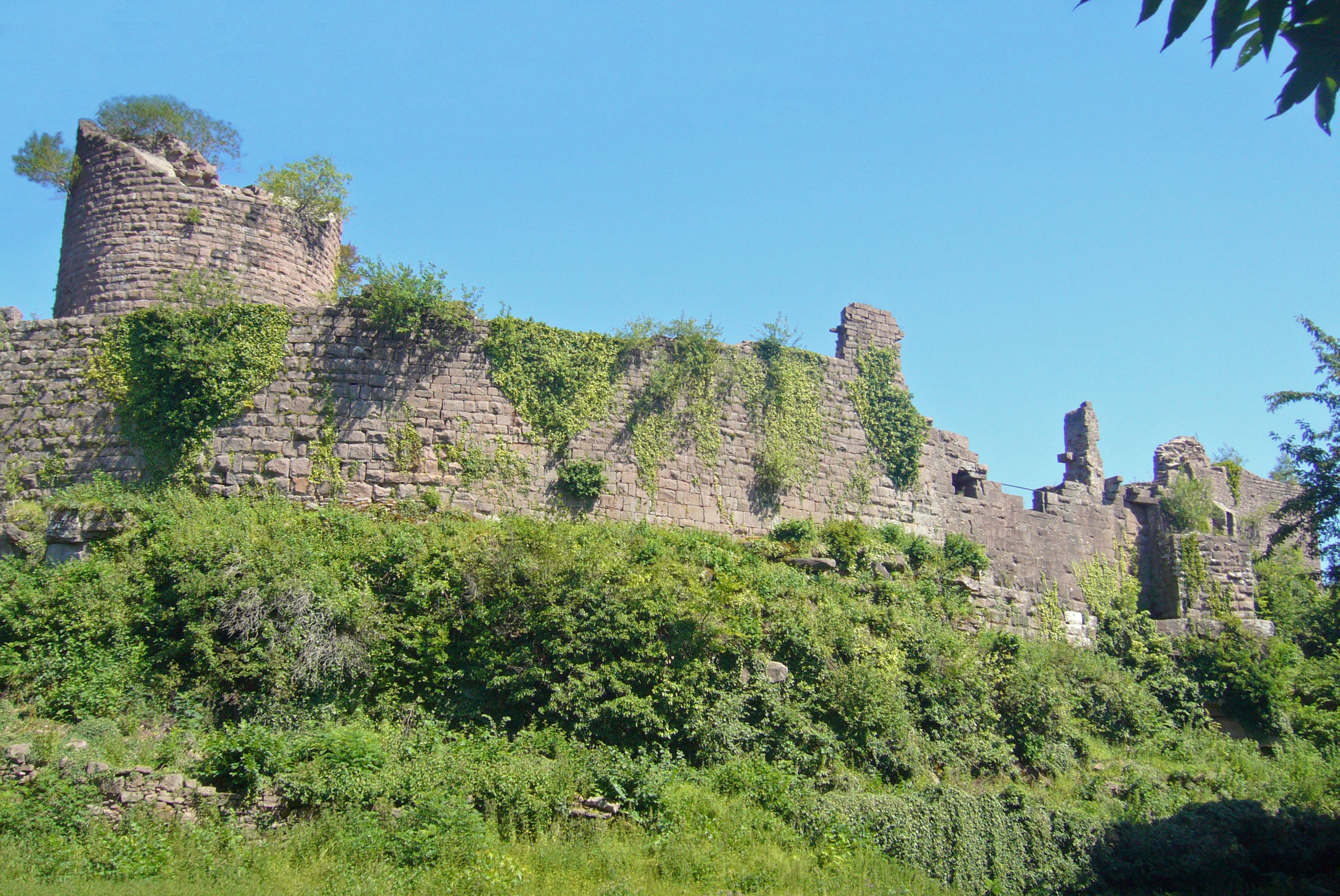
Vue extérieure sur la ruine du château du Frankenbourg.

L'origine exacte du château est inconnue mais un ancien analyste, Daniel Specklin, affirme que c'est Clovis (Clodovig) roi des Francs qui construisit ce château vers le Ve siècle lorsqu'il fit la conquête de l'Alsace. Il aurait bâti ce château sur un plateau qui domine les deux vallées de la Lièpvrette et de Villé afin de s'assurer plus facilement le passage de ses troupes d'est en ouest. Il nomma ce château « Frankenbourg » qui veut dire la forteresse des Francs (Burg der Franken). Il y bâtit une chapelle où Specklin dit avoir vu, sur l'un des vitraux peints qui existaient encore de son temps, les premières armoiries des Francs : trois crapauds de sable (noirs) sur un champ d'argent (sur fond blanc). Selon la légende, au cours de la bataille de Tolbiac que certains historiens situent au Kochersberg au nord-ouest de Strasbourg[réf. nécessaire], Clovis avait promis à sa femme Clotilde qu'il se convertirait au Dieu des Chrétiens si celui-ci lui accordait la victoire. La tradition alsacienne veut que cette promesse eût été prononcée au château de Frankenbourg. Après sa conversion au christianisme, Clovis aurait remplacé les trois crapauds par trois fleurs de lys qui sont devenues ensuite les armes des rois de France. C'est dans la chapelle de ce château, dit la tradition, que l'épouse de Clovis Sainte Clotilde a prié, pendant la bataille de Tolbiac, pour obtenir la victoire et la conversion de son mari. Dans la région a longtemps circulé une autre légende. Au pied de la montagne, du côté de Villé, un village porte le nom de Bassemberg (la montagne de Basine), où la mère de Clovis, selon la tradition, avait une demeure qu'elle habitait pendant son séjour dans la contrée.

### Première mention officielle
Ce château est mentionné officiellement pour la première fois en 1123 sous le nom de Frankenbourg à travers une charte de l'empereur Henri V. Ce château est aussi mentionné le 4 juillet 1153 lorsque Frédéric Barberousse vint visiter l'abbaye d'Erstein fondée trois siècles auparavant par l'impératrice Ermengarde de Tours vers 849, village que son mari, l'empereur Lothaire Ier lui avait confié en 817. C'est à l'occasion d'un traité entre l'abbesse Bertha et le Margrave Hermann III de Bade, auquel assistent Barberousse et Sigebert III de Werd – un descendant des Frankenbourg et un allié des Hohenstaufen – que le nom de Frankenbourg est évoqué. Sigebert reçoit le titre de comte de Frankenbourg vers 1153 de Frédéric Barberousse. Il tenait probablement aussi ce château en fief de l'évêché de Strasbourg, qui en était devenu propriétaire en vertu d'une donation faite en 1061 par le Margrave Hermann et sa femme Hilca. Vers 1336, Ulric de Werd, Landgrave de Basse-Alsace, le tint également en fief de ce même évêché, et en 1351 les comtes Louis et Frédéric d'Œttingen le reçurent de l'empereur Charles IV. Les Werd prétendaient descendre du duc Etichon au même titre que les ducs de Lorraine. L'an 1411, l'évêché de Strasbourg, auquel donc il appartenait, employa 1 000 florins et en 1447 2 000 florins, à sa reconstruction. À cette dernière époque il était occupé par les fils de Burcard de Lutzelstein dont les fils furent soumis à l'exil à cause des innombrables exactions qu'ils provoquaient. En 1470 la ville de Sélestat nomma un châtelain chargé de surveiller le château en prévision d'une possible attaque des troupes bourguignonnes de Charles le Téméraire.

### Les comtes de Frankenbourg

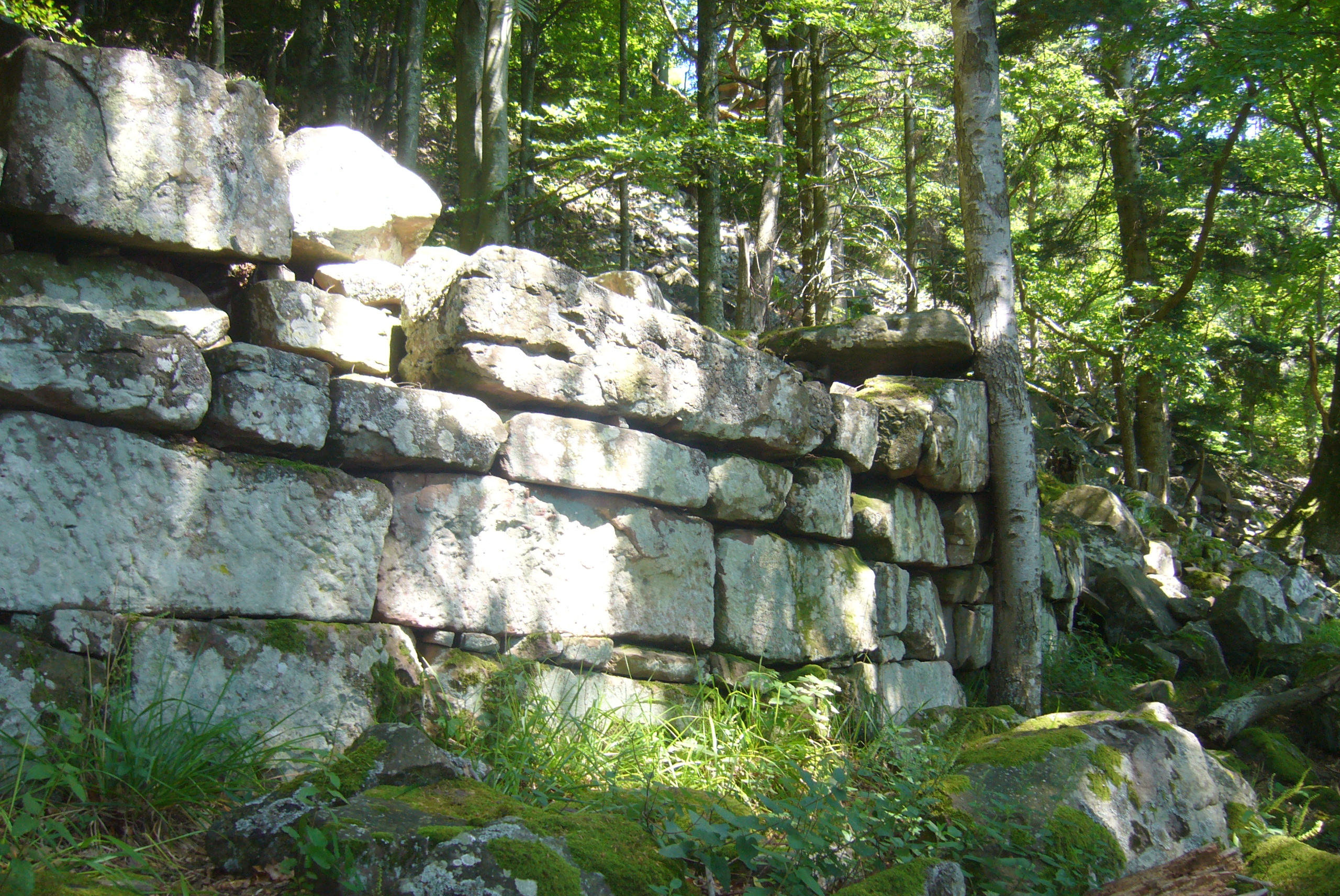
Autre segment du mur païen près du château du Frankenbourg.

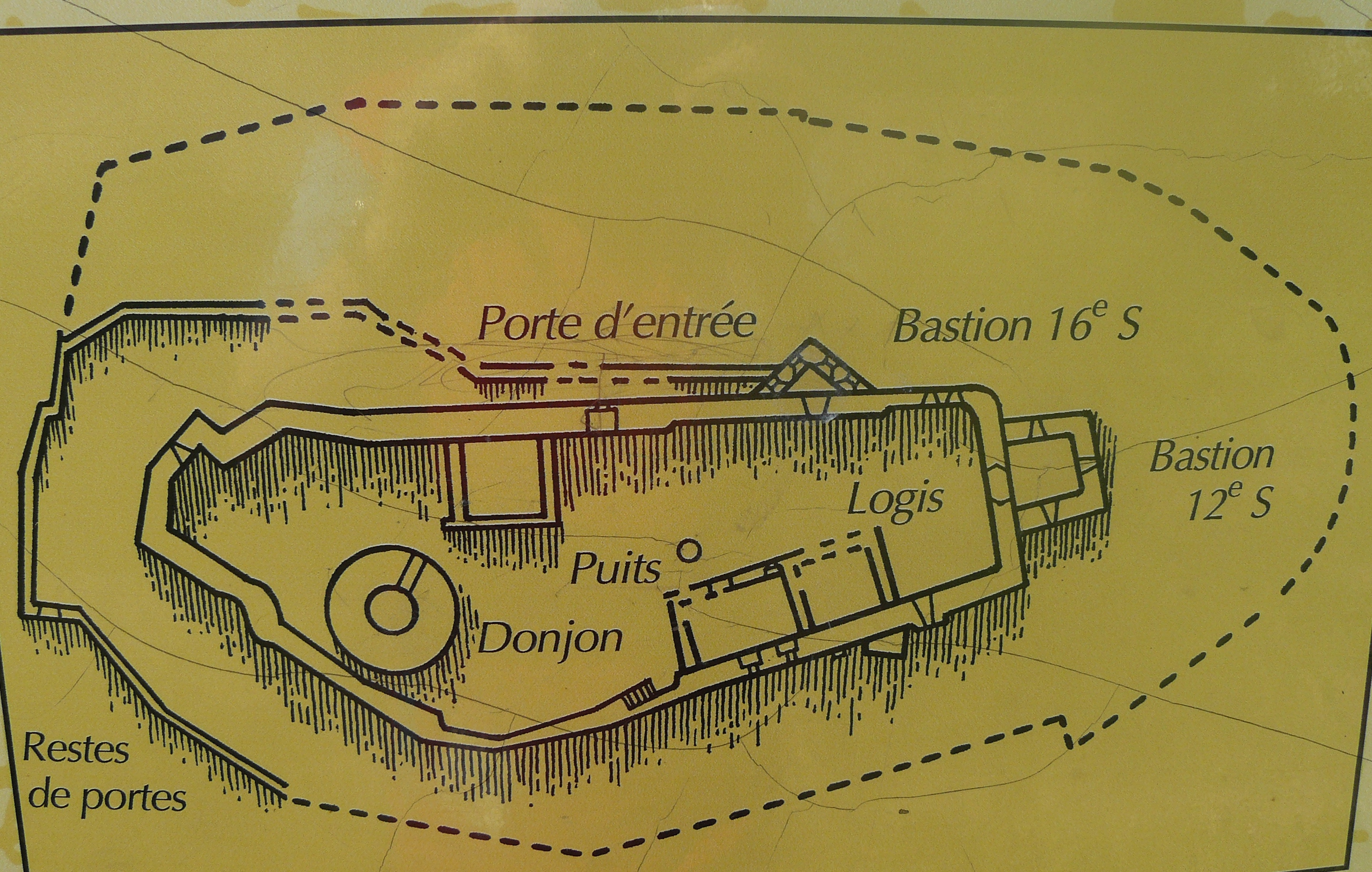
Plan du château de Frankenbourg.

On connaît généralement en Alsace le château de Frankenbourg qui domine l'entrée des deux vallées de Lièpvre et de Villé mais on ne connaît guère les comtes et le comté de ce nom. Si les historiens en font mention, ce n'est que sous le titre de comte de Werd que prit le dernier d'entre eux. Le nom de Frankenbourg est cité pour la première fois dans une charte de l'empereur Henri V, donnée à Strasbourg le 26 janvier 1123 pour le couvent d'Alpirsbach qui se trouve dans le Wurtemberg. Parmi les témoins de cet acte, à la suite des comtes Hugo de Dagsbourg, Folmar de Hünebourg, Guillaume de Lützelbourg, Frédéric de Sarrebrück (Saraburc), on rencontre le comte Conrad de Frankenbourg (Franconeburc). Mais qui était ce Conrad ? Le manque de documents ne permet pas d'affiner cette question. Il est vraisemblablement apparenté étroitement aux comtes de Sarrebrück (d'origine alsacienne ?). Le second personnage du nom de « Frankenbourg » qui soit en possession du comté est le comte Sigebert. On trouve pour la première fois le nom de ce « Sigebert » en Alsace dans un document du 21 septembre 1109 de l'évêque Cunon de Strasbourg en faveur du prieuré de Saint-Léonard près de Bœrsch. Dans cette pièce, il est mentionné comme « le comte Sigebert » tout court. Or, ce Sigebert II était en fait comte de Sarrebruck, (petit)-fils du premier Sigebert connu, à qui Henri IV du Saint-Empire, sur la prière du duc de Lorraine, avait fait don en 1080 de Wadgassen dans le Sarregau. Ce Sigebert Ier se trouvait être, comme le duc Thierry et le duc Frédéric de Hohenstaufen, du parti de l'empereur contre le pape. Sigebert Ier qui est comte dans le Sarregau en Franconie (région de Sarrebruck ; cf. le land de Sarre, plus Deux-Ponts/Zweibrücken à l'origine) possédait des biens du temps du duc Adalbert de Lorraine puis de son frère Gérard d'Alsace (ou Gérard Ier de Lorraine). L'un de ses deux fils, Winither, devint abbé de Lorsch, dont il conféra le plus riche bien (à Brumath) en fief à son frère Sigehart ou Sigebert II de Sarrebrück. C'est de cette époque que date la prospérité de la famille. Les fils (ou plutôt frères de Sigebert II de Sarrebruck sont bien connus dans l'histoire. Le plus célèbre, Adalbert, fut archevêque de Mayence (1111-1137) et chancelier de l'empire sous Henri V, Bruno(n) devint abbé de Lorsch et en 1110 évêque de Spire, puis Sigebert III et Frédéric ci-dessus qui portent expressément le titre de comtes de Sarrebruck. Les comtes de Frankenbourg seraient donc issus des comtes Sigebert (d'ailleurs ce prénom se retrouvera chez leurs descendants, les comtes de Werd). Par ailleurs, voir ci-dessous une hypothèse pour relier les Sigebert de Sarrebruck-Frankenbourg au comte Conrad de Frankenbourg rencontré plus haut.

### Le comte-ban de Frankenbourg

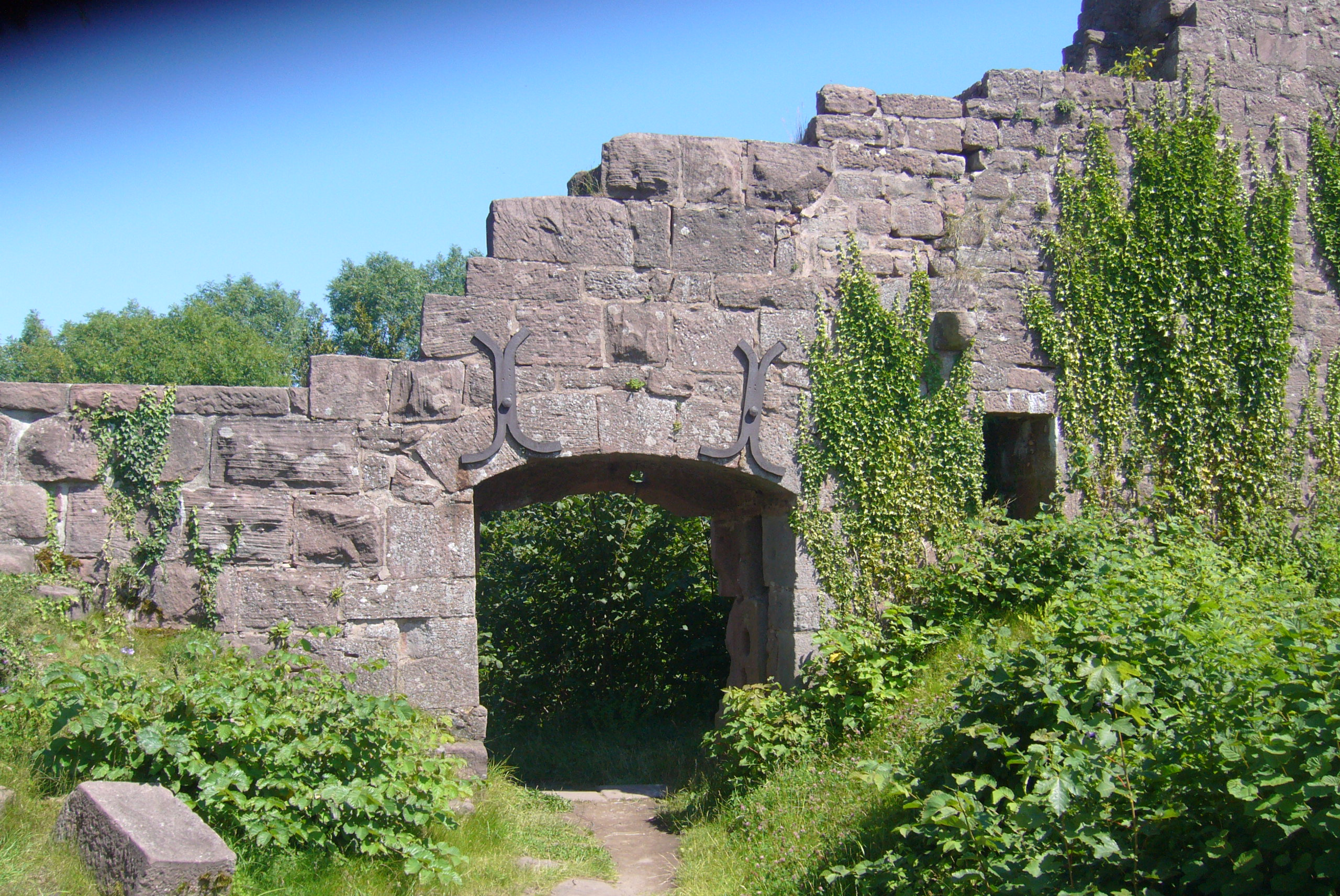
Porte d'entrée du château du Frankenbourg.

Ce comté, plus connu sous le nom de « Comte-Ban », forme la partie sud du val de Villé la moins fertile parce qu'elle est adossée au versant nord des montagnes, qui séparent la vallée de Lièpvre de celle de Villé. Elle se compose des villages de Fouchy (anciennement appelé Grube), Breitenau, Neuve-Église (Neukirch), Hirtzelbach, Dieffenbach-au-Val et Neubois (Gereuth). Le Val de Villé pourrait avoir appartenu dans son ensemble à une seule et même famille, les Ortenberg. Selon la tradition cette famille pourrait être les descendants du duc Attich au VIIe siècle mérovingien. On ignore quand la séparation se fit mais d'après l'origine du nom du village « Neukirch » et de ce qui est connu du val, elle n'a pas dû avoir lieu avant le XIe siècle. Par suite de son exposition, le Comte-Ban n'a dû être livré à la culture et à l'exploitation que bien après le comté d'Ortemberg. On connaît les comtes d'Ortemberg depuis le début du XIe siècle, Ce sont les fondateurs de l'abbaye de Honcourt en l'an 1000. Leurs possessions furent transmises par suite de mariage au comte puis empereur Rodolphe IV de Habsbourg (Ortenberg est passé en 1162 aux Hohenberg-Haigerloch, en Bade ; puis Gertrude-Anna de Hohenberg épousa Rodolphe IV en 1245). Comme déjà signalé plus haut, le premier comte connu de Frankenbourg est un nommé « Conrad » en 1123. On ne sait pas s'il descendait des Ortenbourg. Ou bien était-ce peut-être un petit-fils d'Hildegarde, épouse de Frédéric de Büren, mère d'Otto évêque de Strasbourg et de Frédéric (vers 1047-1105 ; premier des (Hohen)-Staufen à devenir duc de Souabe en 1079 ; grand-père de Barberousse), par un frère cadet de ces derniers, Conrad (né vers 1049 et déjà mort en 1095) ? Il est plausible que la sœur ou la fille de ce Conrad de Frankenbourg ait été l'épouse d'un comte de Sarrebruck (ce dernier ne serait alors autre que Sigebert II) et lui aurait apporté Frankenbourg.
Propriété des comtes de Werd (descendants des Frankenbourg), il devient en 1232 un fief de l'Église de Strasbourg.
En 1359, l'évêque de Strasbourg racheta les terres et le château du Frankenbourg et confie l'administration aux comtes de Linange/Leiningen – branche cadette des comtes de Sarrebruck et vassaux de l'Église de Strasbourg – qui deviennent ainsi Landgraves de la Basse-Alsace. Mais devant les difficultés financières, il dut se dessaisir d'une partie importante des biens qu'il avait accumulés, dont le château et les villages de Fouchy, Breitenau, Hirtzelbach, Dieffenbach-au-Val, Neubois et Neuve-Église et plus tard aussi Châtenois. Ce sont les chanoines du Grand Chapitre de la cathédrale de Strasbourg et la ville de Sélestat qui se portèrent acquéreurs. La transaction se fit le 25 octobre 1462 pour une somme de 8 002 florins. Le Grand Chapitre de la cathédrale de Strasbourg prenait une option pour 2 000 florins, la ville de Sélestat apportait 4 000 florins, et deux frères, Jacques et Bernard Wurmser mettaient en commun 2 000 florins. En 1483 le Grand Chapitre de Strasbourg racheta le vaste patrimoine immobilier et forestier du Frankenbourg et devenait ainsi le véritable maître du Comte-Ban jusqu'à la Révolution.

### Histoire moderne
Le château fut détruit par un incendie provoqué par la foudre en 1582[réf. nécessaire]. Il fut classé monument historique dans sa totalité le 6 décembre 1896, mais l'enceinte protohistorique ne le fut que le 10 septembre 1990.
On raconte dans la vallée qu'entre 1870 et 1873 la Sainte-Vierge serait apparue sur le sentier où se trouve aujourd'hui un chemin de croix, une chapelle et une source, dans le district forestier de Neubois, non loin du château du Frankenbourg. Elle y serait apparue une centaine de fois devant des milliers de personnes venant parfois de très loin.

## Description

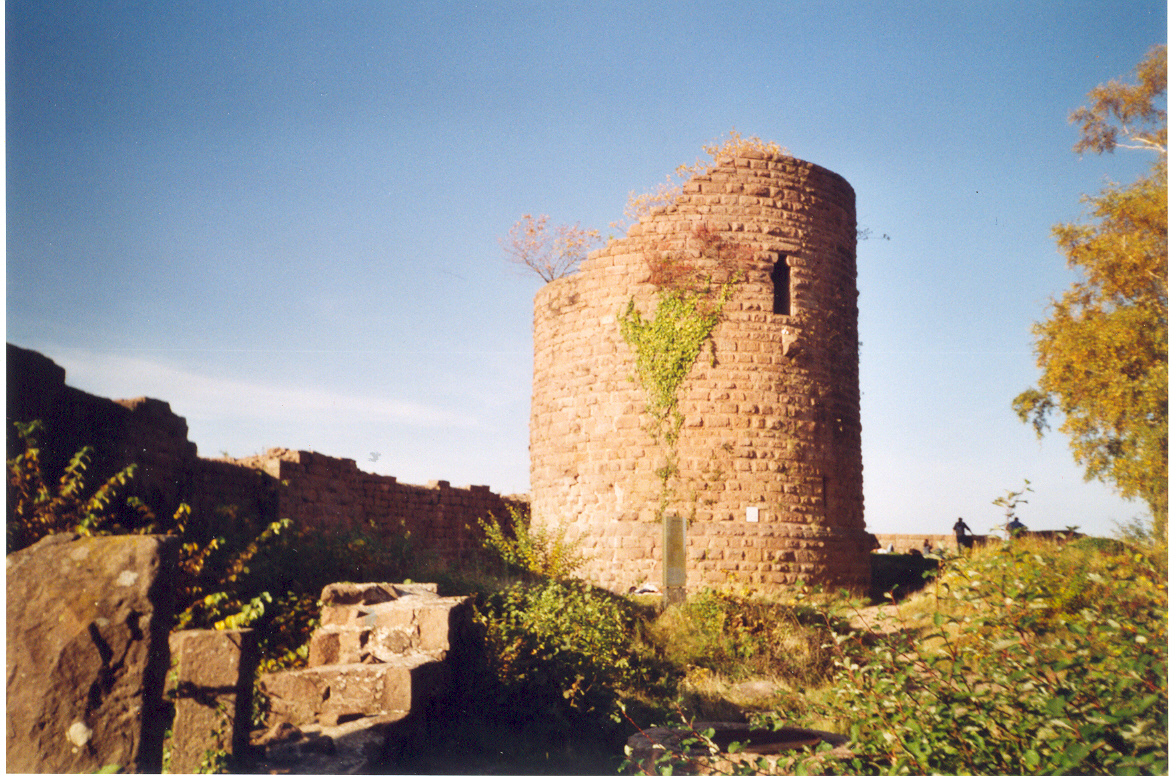
Donjon du château de Frankenbourg.

Les ruines de ce château n'offrent plus qu'une vaste enceinte vide de forme rectangulaire, entourée de murs d'une hauteur de 6 à 10 mètres. La porte est située du côté nord et fait face à la plaine d'Alsace. Du côté du Val de Villé, donc au nord, se trouve le donjon érigé vers 1250, relativement bien conservé, dans lequel on peut encore voir une voûte de briques. Cette tour a une hauteur de 11 mètres et ses murs ont une épaisseur de 4 mètres. Dans l'intérieur de l'enceinte, sur le côté sud qui fait face au val d'Argent on peut voir, adossé au mur, un escalier en pierre très bien conservé de 20 à 25 marches qui conduisait vraisemblablement au premier étage. Non loin de cet escalier et du même côté, près de la porte d'entrée, se trouve à fleur de terre une petite croisée à moitié cachée par les décombres qui en obstruent l'entrée et par laquelle on jouit d'une jolie vue sur la vallée de la Lièpvrette.

## Le mur païen

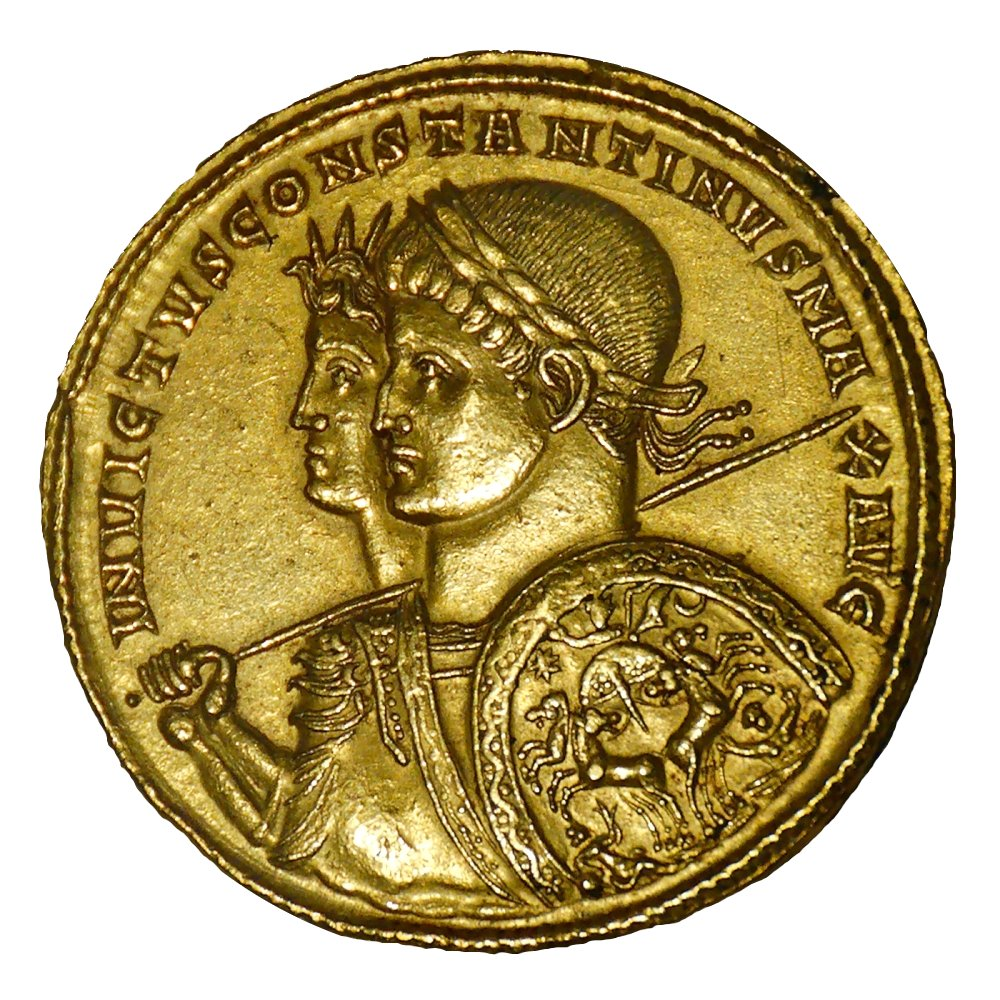
Solidus de Constantin, Ticinum (actuelle Pavie), 313, Cabinet des médailles (Beistegui 233).

Il existe un mur, dit « païen », entourant le château de Frankenbourg sur les trois côtés, à 150 mètres environ au-dessous des derniers murs. Baptisé ainsi par le pape Léon IX, qui considérait qu'il était antérieur à l'ère chrétienne, ce mur se trouve sur la pente ouest du Schlossberg, un peu plus bas que le château. Sur le versant est, il ne subsiste aucune trace. Ce mur offre une certaine ressemblance avec le mur païen du mont Sainte-Odile, mais ne ressemble en rien à celui du Taennchel, pourtant distant d'une dizaine de kilomètres. La construction du mur païen du Frankenbourg, comme son assemblage, comportent des blocs considérables assemblés par des clés à queue d'aronde. Son épaisseur est de 1,80 m, sa largeur 0,60 à 0,90 m, et sa hauteur 0,50 à 0,70 m.
La plupart des spécialistes pensent que ce mur remonte à la fin de l'Âge du fer, peut-être La Tène ; des pièces gauloises ont été retrouvées ; au pied de ce mur en 1932 un pot fut mis au jour contenant plusieurs centaines de pièces (de l'époque gallo-romaine ou gauloise ?).

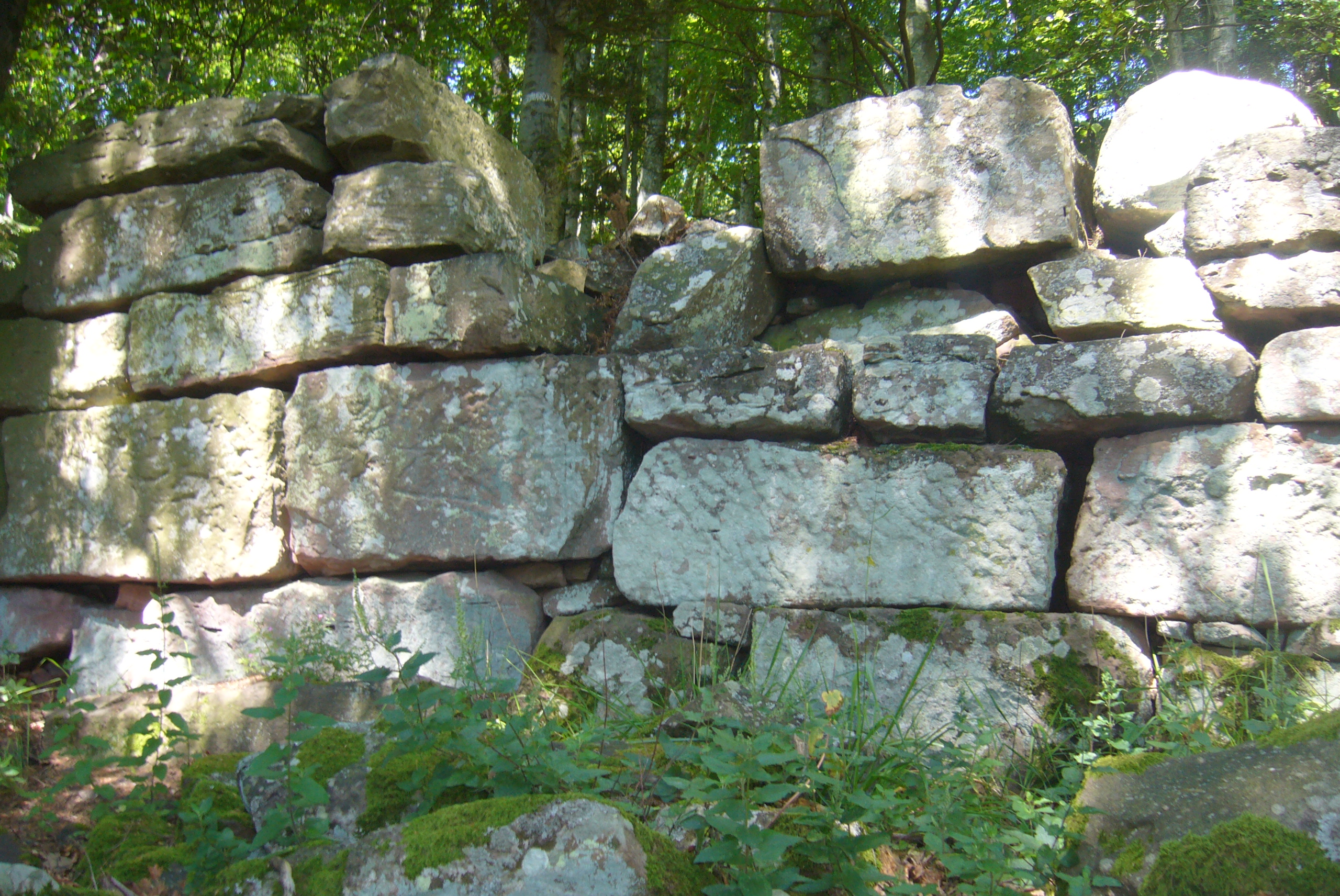
Mur païen près du château de Frankenbourg.

D'après la limonite trouvée sur les lieux, il pourrait s'agit d'un endroit mi-artisanal, mi-cultuel protégé (comme au camp celtique de la Bure à Saint-Dié-des-Vosges). Des fouilles devront encore confirmer cette hypothèse. Les techniques employées par ses bâtisseurs font pencher la balance en faveur de cette époque. 
Mais il peut aussi relever de l'époque gallo-romaine, notamment en raison de la particularité qu'ont eue les bâtisseurs de l'époque d'éclater les roches par des coins en fer. Des monnaies en bronze représentant Constantin Ier (272-337 ap. J.-C.) ont été découvertes dans cet endroit en 1926 par Robert Forrer, ce qui permet de penser que les Romains ont séjourné sur le site pendant l'Empire tardif, aux IIIe et IVe siècles après J.-C. D'ailleurs, les queues d'aronde en bois ont également été largement utilisées au cours de la période romaine.
Enfin, d'autres archéologues pensent, au contraire, que le mur a pu être construit à l'époque mérovingienne du haut Moyen Âge durant le règne du duc d'Alsace Adalric et de ses descendants. Ils se fondent sur l'analyse d'éclats de bois retrouvés sur les lieux.
Seuls les versants nord et sud du Schlossberg ont conservé des tronçons du mur. Dans sa partie sud, il suit une ligne pratiquement rectiligne qui remonte en pente douce. Le mur se fond aussi dans d'importants rochers qui se trouvent sur place. Plus tard, vers le Moyen Âge, de nombreuses pierres du mur païen furent probablement utilisées pour construire le château du Frankenbourg. Cette enceinte protohistorique a été inscrite monument historique le 10 septembre 1990.

## Vie associative
Depuis plusieurs années de nombreux passionnés s'attèlent à rendre ce site accessible aux promeneurs. Parmi eux : le Club Vosgien de Villé, la Société d’Histoire du Val de Villé, les Scouts et Guides de France. Depuis mai 2013 l'association « Les Mains d'Or du Frankenbourg » a pour objectif de fédérer toutes les bonnes volontés autour de plusieurs chantiers et de « […] veiller à l’état des ruines du château du Frankenbourg et de stabiliser la végétation environnante […] ».